# Misterioso
Misterioso (titolo originale Misterioso) è un romanzo giallo dello scrittore svedese Arne Dahl (pseudonimo di Jan Lennart Arnald) pubblicato in Svezia nel 1999.
È il romanzo d'esordio pubblicato sotto il suo pseudonimo dallo scrittore svedese, primo libro della serie del "Gruppo A". Sia in Svezia, sia in Italia è stato pubblicato successivamente al secondo libro della serie, nonostante sia stato scritto precedentemente.
La prima edizione del romanzo è stata pubblicata nell'anno 2009 da Marsilio.

## Trama
A seguito della morte di alcuni importanti manager dell'alta finanza svedese, la polizia decide di creare un'unità speciale per risolvere il caso. Tutti gli uomini sono stati assassinati tramite due colpi di pistola alla testa, seduti sulla poltrona del salotto di casa, in stile esecuzione. Paul Hjelm e i suoi colleghi del neonato "Gruppo A" cominciano le indagini che portano al ritrovamento di un nastro su cui è incisa Misterioso, una rara registrazione del jazzista statunitense Thelonious Monk.

## Edizioni
- Arne Dahl, Misterioso, traduzione di Carmen Giorgetti Cima, Marsilio, 2009. ISBN 978-88-317-9678-1.